# Codi ATC A12
El  codi ATC A12, descrit com Suplements minerals, és una subgrup terapèutic de l'Anatomical, Therapeutic, Chemical Classification System (ATC). La classificació ATC és un sistema de codis alfanumèric desenvolupat per l'Organització Mundial de la Salut (OMS) per als fàrmacs i altres productes sanitaris. El subgrup A12 és part del grup anatòmic A Sistema digestiu i metabolisme.

Els codis per a ús veterinari (codis ATCvet) poden han estat creats afegint la lletra Q davant dels codis ATC humans: QA12... 
Les adaptacions estatals de la classificació ATC poden incloure codis addicionals no presents en aquesta llista, que segueix la versió de l'OMS.

## A12ACalci
A12A A Calci
A12A X Calci, combinacions amb altres drogues

## A12BPotassi
A12B A Potassi

## A12C Altres suplements minerals
A12C A Sodi
A12C B Zinc
A12C C Magnesi
A12C D Fluorur
A12C I Seleni
A12C X Productes amb altres minerals